# مغيث بن سمي الأوزاعي
مغيث بن سمي الأوزاعي تابعي، واحد رواة الحديث النبوي.

## السيرة
والأَوْزَاعي : بفتح الألف وسكون الواو وفتح الزاي وفي آخرها العين المهملة، هذه النسبة إلى الأوزاع، وهي قرى متفرقة فيما اظن بالشام، فجمعت وقيل لها الأوزاع، وقيل إنها قرية تلي باب دمشق يقال لها الاوزاع، وهو الصحيح، ينسب إليها أبو أيوب مغيث بن سمي الأوزاعي، قال: انه ادرك زهاء ألف من صحابة رسول الله صلى الله عليه وسلم وكنت أغزو مع المائة. ذكره ابن حبان في الثقاة، وذكره ابن سميع في الطبقة الثانية من تابعي أهل الشام وقد أدرك الزبير وكعبا.
قال البخاري عنه انه ثقة، ولم يذكر فيه جرحاً. اما الطبري فعده من الطبقة الثالثة وقال عنه ثقة.
وكان صاحب كتب كأبي الجَلْد ووهب بن منبه.

## روايته للحديث النبوي

### روى عنه
عطاء بن أبي رباح، وزيد بن واقد، ونهيك بن يريم الاوزاعي، ومحمد ابن يزيد بن الرحبي، والحضرمي بن لاحق، وأبو بكر عمرو بن سعيد الأوزاعي، وعبد الرحمن بن يزيد بن جابر، واهل الشام.

### روى عن
عمر بن الخطاب، وعبد الله بن عمرو بن العاص، وعبد الله بن عمر، وعبد الله بن الزبير، وابو هريرة، وعمير بن ربيعة وكعب الأحبار.

## ولايته على اليمن
في سنة 64 هـ، توفي يزيد بن معاوية، والأمر قد أصبح لعبد الله بن الزبير، فاستولى على الحجاز والعراق واليمن، واستخلف عدة ولاة على اليمن ومنهم مغيث بن سمي  الاوزاعي، واصله من مقرى، وهو جد بني أبي العيزار المغيثين، الذين يسكنون ذارازم بمخلاف ذمار. وعبد الرحمن بن مغيث إبنه، فمكث على اليمن خمسة أشهر ثم عزله.